# Pygochelidon
Pygochelidon és un dels gèneres d'ocells, de la família dels hirundínids (Hirundinidae).

## Llistat d'espècies
Segons la classificació del Congrés Ornitològic Internacional (versió 13.2, 2023), aquest gènere conté 2 espècies:
- Pygochelidon cyanoleuca - oreneta blanc-i-blava.
- Pygochelidon melanoleuca - oreneta de collar negre.

Anteriorment l'orenera de collar negre estava classificada en el gènere Atticora. Però fou traslladada al ressuscitat gènere Pygochelidon en base a un estudi filogenètic publicat el 2005.